# Rochuskapelle (Mingolsheim)
Koordinaten: 49° 13′ 8,41″ N, 8° 39′ 12,15″ O

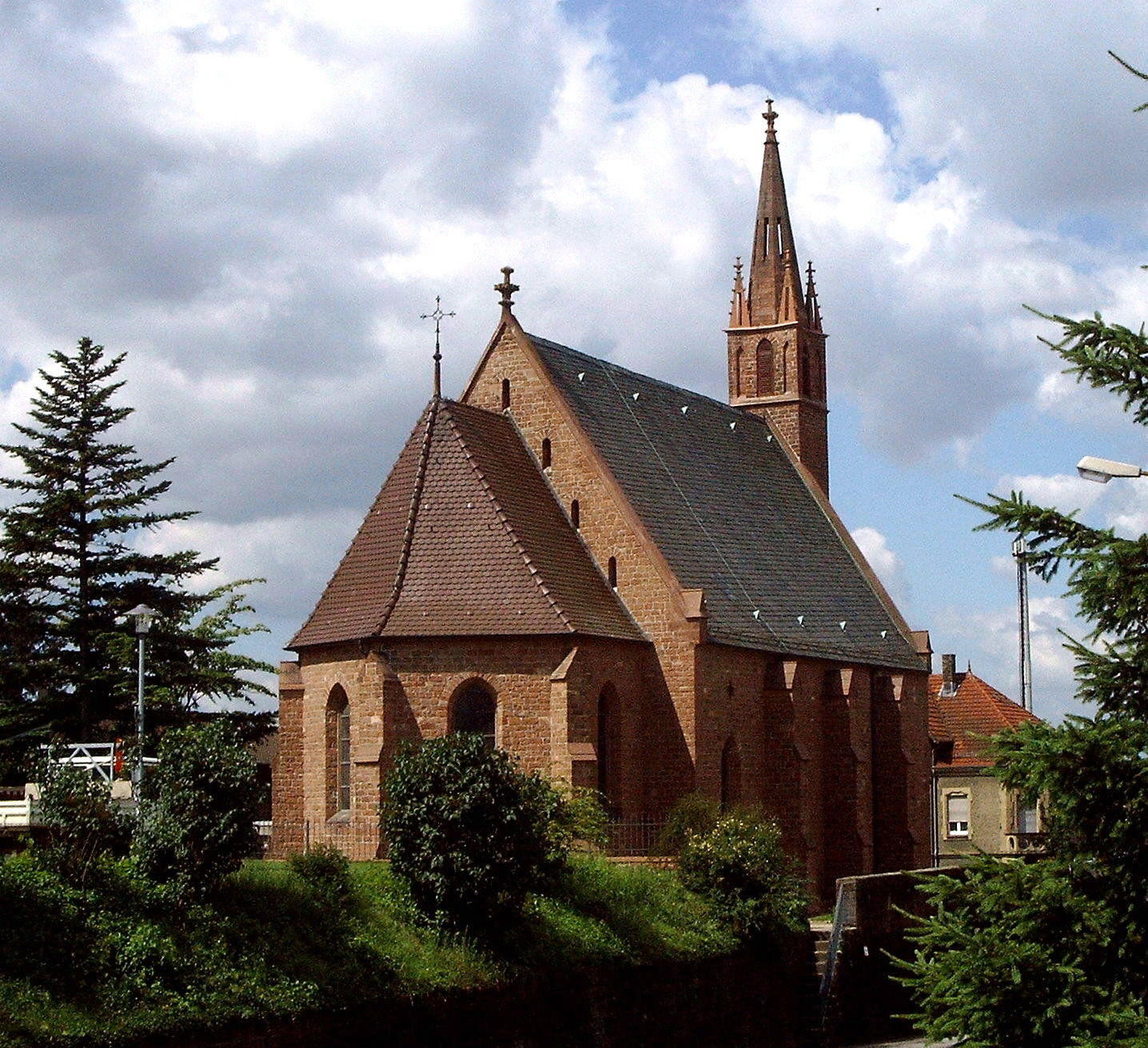
Ostseite der Rochuskapelle

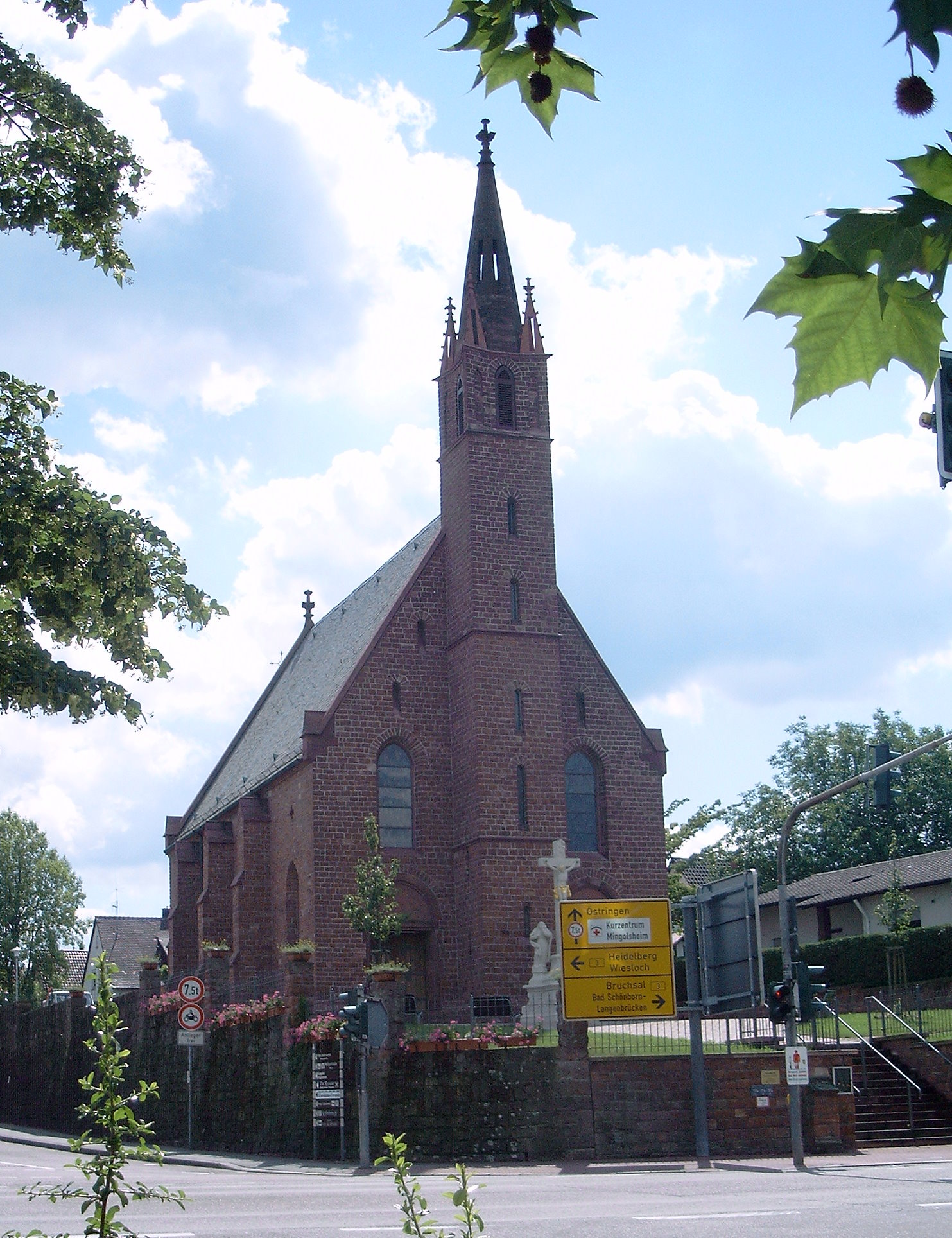
Westseite der Rochuskapelle

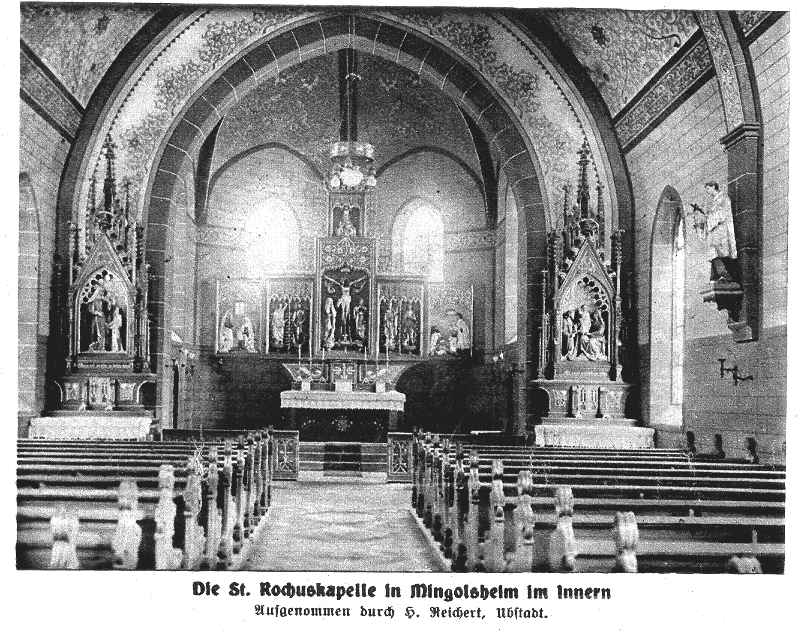
Historische Aufnahme mit Innenansicht

Die Rochuskapelle steht in Bad Schönborn im Ortsteil Bad Mingolsheim an der Kreuzung Bruchsaler Straße (Bundesstraße 3) und der Rochusstraße.

## Geschichte
1666 wütete die Pest im badischen Umland, die Bevölkerung Mingolsheims aber blieb verschont.
Nach der heil überstandenen Pestgefahr ließ im Jahre 1667 der Kislauer Fauth Johann Hetzrodt zusammen mit Mingolsheimer Bürgern die erste Kapelle im Frondienst errichten. Namensgeber war der Heilige Rochus, welcher sowohl der Schutzpatron der Pestkranken, als auch der Ortspatron der Gemeinde Mingolsheim ist. Bald darauf setzte am Rochustag eine immer größere Wallfahrt aus den Umlandgemeinden ein. Durch die Ablassurkunde des Papstes Benedikt XIV. vom 2. April 1742 erlebten die Rochus-Wallfahrten eine weitere Belebung.
Nachdem diese Kirche zu klein geworden war und einzustürzen drohte, wurde an derselben Stelle im Jahr 1750/1751 eine größere errichtet. Anfang des 19. Jahrhunderts musste die Kapelle gegen den Widerstand der Mingolsheimer Bürger auf Befehl der Großherzogischen Regierung abgebrochen werden. Nur durch die Initiative und Stiftungen der Mingolsheimer Bürger ist es zu verdanken, dass die jetzige im neugotischen Stil gestaltete Rochuskapelle von vorwiegend ortseigenen Handwerksbetrieben wieder erbaut wurde. Weihbischof Justus Knecht konnte die Kapelle 1895 einweihen.
1988 konnte eine komplett erhaltene Orgel des böhmisch-mährischen Orgelbauers Matthias Strmiska aus dem Jahr 1910 von Herrnbaumgarten – (Niederösterreich) erworben werden. Die nun unter Denkmalschutz stehende Orgel wurde durch die Orgelbaufirma Späth in March-Hugstetten restauriert. Sie bildet heute mit ihren 11 Registern den Mittelpunkt der Kapelle.
Am Sonntag nach Mariä Himmelfahrt wird jährlich ein Festgottesdienst am Freiplatz der Rochuskapelle abgehalten. Die danach folgende Prozession führt zur Pfarrkirche Sankt Lambertus. Im Anschluss wird das Pfarrfest (Rochusfest) beim Edith-Stein-Haus gefeiert.